# Christian Ernst Stahl

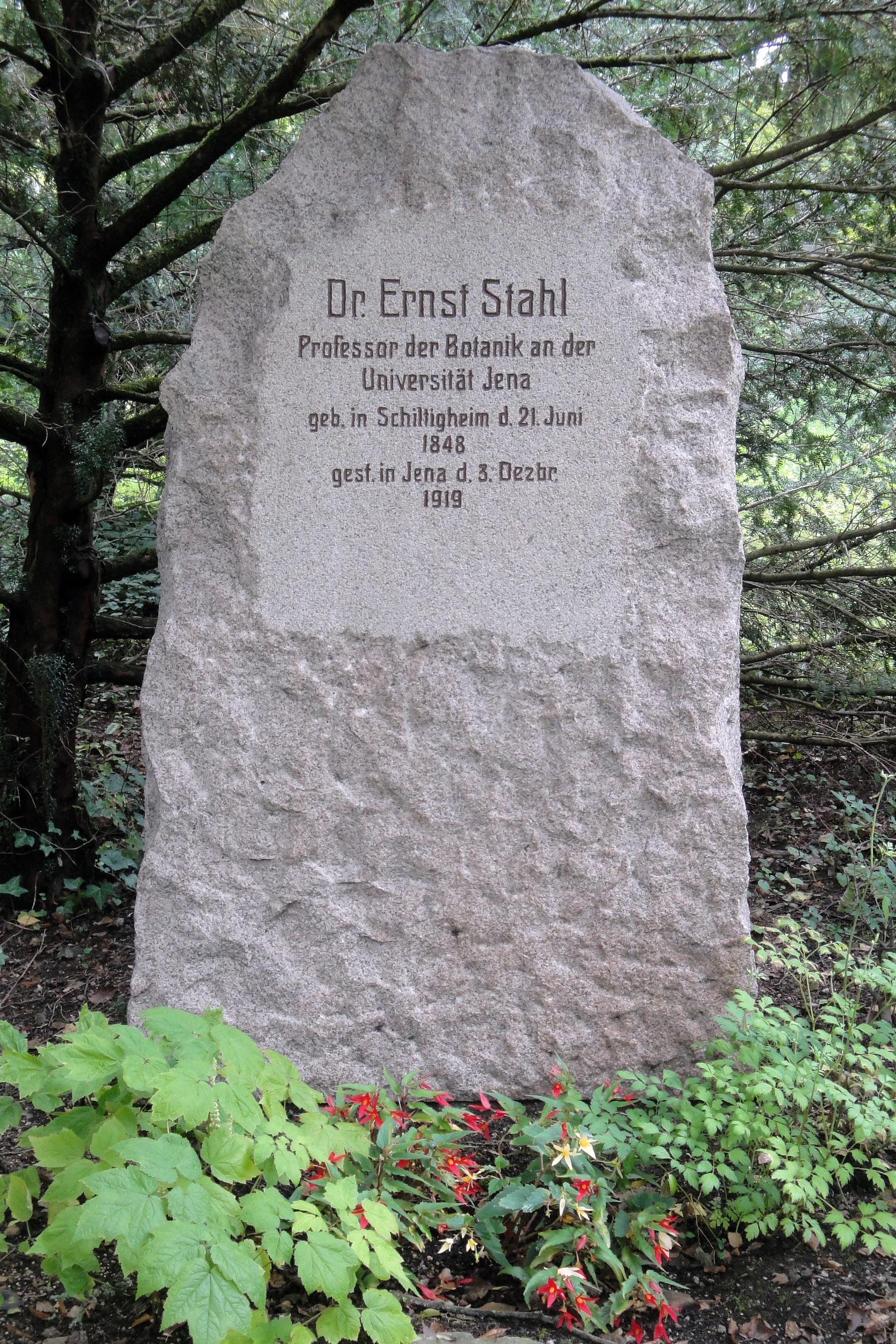
Tumba en Jena

Christian Ernst Stahl (Ernst) ( 21 de junio de 1848, Schiltigheim, Alsacia - 3 de diciembre de 1919, Jena fue un botánico, ecólogo alemán.
Fue amigo de la infancia del botánico Andreas Franz Wilhelm Schimper (1856-1901). Stahl estudia botánica en la Universidad de Estrasburgo con Pierre Marie Alexis Millardet (1838-1902), y en la Universidad de Halle con Heinrich Anton de Bary (1831-1888). Stahl retorna a Estrasburgo para servir a de Bary que venía de ser nombrado. Obtiene su doctorado en 1874.
Pasa a se asistente de Julius von Sachs (1832-1897) en la Universidad de Würzburgo, y obtiene en 1877 su habilitación en botánica. Aquí cominza a desarrollar su teoría sobre la formación del liquen. Es "aspirante a Docente" en 1877, llegando a profesor extraordinario en Estrasburgo, en 1880.
En 1881, obtiene el cargo de botánica en la Universidad de Jena donde también dirige su jardín botánico.
Durante los inviernos de 1889 y 1890, viaja a Ceilán y a Java.
En 1894 explora México.
Stahl se interesa del desarrollo de líquenes, sin descuidar a los hongos. Introduce métodos experimentales en el estudio de la ecología, siendo considerado el fundador de la ecofisiología. Estudia la influencia lumínica sobre las plantas, la humedad sobre la formación de las hojas y del rol de los estomas. Sobre todo pone luz en las relaciones simbióticas entre las micorrizas y las raíces de los árboles. Fue capaz de inducir la síntesis del liquen Endocarpon pusillum a partir de esporas y de material algal, incluyendo la formación de apotecios, dando fuerte base experimental a la hipótesis de Simon Schwendener (1829-1919) de que los líquenes son la simbiosis de organismos fúngicos-algal.
Ejerció gran influencia en sus estudiantes, que devinieron en grandes científicos renombrados : Emmy Stein (1879-1954), Hans Adolf Eduard Driesch (1867-1941), Julius Schaxel (1887-1943), Johannes Gottfried Hallier (1868-1932), Hans Kniep (1881-1930), Otto Stocker (1888-1979), Heinrich Karl Walter (1898-1989), Max Wolff (1879-1963).

## Algunas publicaciones
- 1873. Entwickelung und Anatomie der Lenticellen. Leipzig
- 1877. Beiträge zur Entwickelungsgeschichte der Flechten. Leipzig
- 1880. Über den Einfluß von Richtung und Stärke der Beleuchtung auf einige Bewegungserscheinungen im Pflanzenreich. Leipzig
- 1883. Über sogenannte Kompaßpflanzen. Jena
- 1883. Über den Einfluß des sonnigen oder schattigen Standortes auf die Ausbildung der Laubblätter. Jena
- 1884. Einfluß des Lichtes auf den Geotropismus einiger Pflanzenorgane. Berlín
- 1884. Zur Biologie der Myxomyceten. Leipzig
- 1888. Pflanzen und Schnecken. Eine biologische Studie über die Schutzmittel der Pflanzen gegen Schneckenfraß, Jena